# The Dreaming (노래)
〈The Dreaming〉은 잉글랜드의 싱어송라이터 케이트 부시의 노래이다. 정규 4집 음반 《The Dreaming》의 두 번째 싱글로 1982년 7월 26일 발매되었다. 영국 싱글 차트 48위를 기록했다.
백인 호주인들의 무기에 쓸 우라늄을 찾기 위해 오스트레일리아 원주민의 땅을 파괴한다는 내용을 담은 노래로, 롤프 해리스가 디저리두를 연주하였으며, 퍼시 에드워즈는 양의 울음소리를 흉내냈다. 해리스가 2013년 성폭행 혐의로 인해 감옥에 수감된 후 2018년, 부시는 《The Dreaming》을 포함한 자신의 모든 정규 음반을 재발매할 때 해리스의 이름을 크레딧에서 지웠다. 제목의 뜻은 오스트레일리아 원주민의 문화 중 하나인 몽환시(The Dreaming)에서 따온 것이다.
싱글의 표지는 당시 부시의 남자친구이자 음반의 다른 노래에 베이스로 참여한 델 팔머가 그린 것으로, 오스트레일리아 원주민들의 문화 중 하나였던 완지나를 묘사한 것이다.

## 참여진
- 케이트 부시 – 리드 보컬, 코러스, 피아노, 페어라이트 CMI
- 패디 부시 – 울림널, 코러스
- 롤프 해리스 – 디저리두
- 스튜어트 엘리엇 – 드럼
- 퍼시 에드워즈 – 양 울음소리
- 고스필드 고어스 – 군중 소리

## 차트
| 차트 (1982)                            | 최고 순위 |
| -------------------------------------- | --------- |
| 오스트레일리아 싱글 (켄트 뮤직 리포트) | 91        |
| 영국 싱글 차트                         | 48        |

## 같이 보기
- 노랫길

### 내용주
1. ↑  해리스가 내레이터로 참여한 2005년 노래 〈The Painter's Link〉는 부시의 아들인 앨버트 매킨토시의 음성으로 대체됐다.[1]

### 참조주
1. 1 2  홀, 제임스 (2023년 5월 24일). “The Rolf Harris collaborations Kate Bush would rather forget”. 《데일리 텔레그래프》. 2023년 11월 7일에 확인함. (구독 필요).
2. ↑  Kent, David (1993). 《Australian Chart Book 1970–1992》 illurat판. St Ives, N.S.W.: Australian Chart Book. 50쪽. ISBN 0-646-11917-6.
3. ↑  “Kate Bush | full Official Chart History”. Official Charts Company. 2020년 7월 11일에 확인함.